# Lobatang flavohumeralis
Lobatang flavohumeralis is een keversoort uit de familie netschildkevers (Lycidae). De wetenschappelijke naam van de soort werd in 1999 gepubliceerd door Ladislav Bocák & Bocáková.